# Stazione di Celle Ligure
Stazione di Celle Ligure vasútállomás Olaszországban, Celle Ligure településen.

## Vasútvonalak
Az állomást az alábbi vasútvonalak érintik:
- Genova–Ventimiglia-vasútvonal

## Kapcsolódó állomások
A vasútállomáshoz az alábbi állomások vannak a legközelebb:
- Stazione di Albisola
- Stazione di Varazze